# Tragedy (gruppo musicale)
I Tragedy sono un gruppo crust punk statunitense originario di Memphis, Tennessee. La band è formata nel 2000 da membri delle influenti band hardcore punk His Hero is Gone e Deathreat.

## Stile
La musica dei Tragedy è caratterizzata da un pesante suono punk hardcore, scandito da intermezzi melodici, i testi spesso caratterizzati da temi e immagini apocalittiche. La band assieme ad altre band contemporanee, come da From Ashes Rise, Severed Head of State e Remains of the Day, hanno creato un suono riconoscibile all'interno del genere crust punk.
I Tragedy hanno dichiarato di essere influenzati da band punk hardcore e d-beat, come i Discharge, nonché di trarre ispirazione da gruppi hardcore giapponese come i Deathside. Il loro nome è preso da un LP dei Disclose del 1994.

## Formazione
- Todd Burdette - voce, chitarra
- Yannick Lorraine - chitarra
- Billy Davis - basso
- Paul Burdette - batteria

## Discografia
- 2000 - Tragedy (Tragedy Records)
- 2001 - Tragedy (Skuld Releases)
- 2002 - Can We Call This Life? (Tragedy Records)
- 2002 - Vengeance (Tragedy Records)
- 2002 - Split with Desobediencia Civil (Independente / Bootleg?)
- 2003 - Vengeance (Skuld Releases)
- 2003 - Split 7" with Totalitär (Armageddon Label)
- 2004 - UK 2004 Tour EP (Tragedy Records)
- 2006 - Nerve Damage (Tragedy Records)
- 2012 - Darker Days Ahead (Tragedy Records)